# Lyrro. Ut- och invandrarna
Lyrro. Ut- och invandrarna är en svensk komedifilm som premiärvisades år 2018 med manus och regi av Peter Dalle. I filmen medverkar Lorry-gänget och är den tredje i ordningen av långfilmer som är uppbyggd med denna typ av sketcher.

## Medverkande
- Björn Gustafsson
- Suzanne Reuter
- Peter Dalle
- Johan Ulveson
- Claes Månsson
- Henrik Dorsin
- Sanna Sundqvist
- Nour El Refai